# یاکوب اوندریکا
یاکوب اکسل پر اوندریکا (انگلیسی: Jacob Axel Per Ondrejka؛ زادهٔ ۲ سپتامبر ۲۰۰۲) بازیکن فوتبال اهل سوئد است که برای باشگاه فوتبال پارما در پست وینگر بازی می‌کند.